# 39 Dywizja Piechoty (II RP)

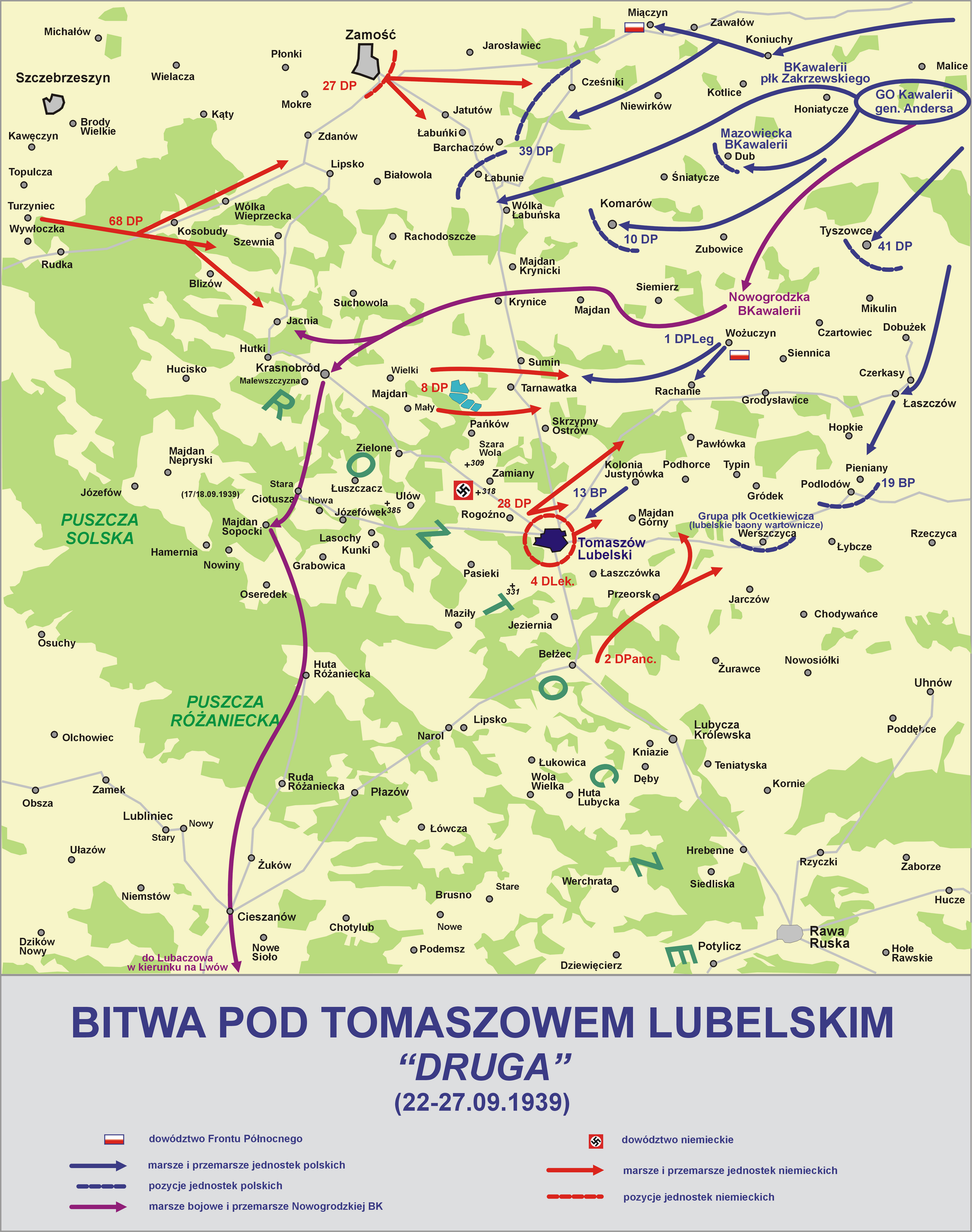

39 Dywizja Piechoty (39 DP) – rezerwowa wielka jednostka piechoty Wojska Polskiego II RP.
W czasie kampanii wrześniowej dywizja walczyła w składzie Armii „Lublin”. Zorganizowana w Rembertowie, Białej Podlaskiej i Dęblinie, działała w osłonie środkowej Wisły w rejonie Puław, Dęblina i Maciejowic. Podporządkowana dowództwu Frontu Północnego, walczyła pod Krasnymstawem, Cześnikami i pod Krasnobrodem.

## Historia dywizji
39 Dywizja Piechoty (rezerwowa) pod dowództwem gen. bryg. Brunona Olbrychta przeznaczona była do dyspozycji Naczelnego Wodza, jednakże z przeznaczeniem do Armii „Lublin".
Co prawda w pierwszych dniach września miała się koncentrować w rejonie Gór Świętokrzyskich, lecz dopiero 6 września jej pododdziały zaczęły napływać w rejon środkowej Wisły. W miarę koncentracji obsadzały one mosty i przeprawy na Wiśle. Formowanie dywizji zakończyło się ostatecznie ok. 10 września i otrzymała ona rozkaz obrony odcinka Dęblin–Kazimierz Dolny. 39 DP rez. nie została sformowana w składzie etatowym. Dowództwo 93 pp wraz pododdziałami pułkowymi i I batalionem weszły w skład improwizowanej podgrupy „Radom” ppłk. dypl. Bronisława Kowalczewskiego podporządkowanej improwizowanej Grupie „Kielce” płk. dypl. Kazimierza Glabisza. Dowództwo 94 pp wraz z pododdziałami pułkowymi i I batalionem weszły w skład improwizowanej Grupy „Sandomierz” ppłk. Antoniego Sikorskiego. Wchodziła wówczas w skład Armii „Lublin” gen. Tadeusza Piskora. Z powodu choroby dowódcy dywizji w rzeczywistości dowodził nią płk Bronisław Duch. 14 września – po zniszczeniu materiału wojennego w głównej składnicy uzbrojenia w Stawach i spaleniu benzyny lotniczej w magazynach w Dęblinie – dywizja odeszła w rejon Chełma. Następnie weszła w skład Frontu Północnego gen. Stefana Dęba-Biernackiego. 19 września jej siły główne zmierzały przez Pawłów i Rejowiec w kierunku Skierbieszowa. Następnie zaatakowała Niemców w Krasnymstawie, ale nie zdołała wyprzeć ich z miasta. 20 września atakowała skutecznie niemiecką 4 DLek. W dniach 21–22 września, wykonując odwrót spod Zamościa, stoczyła w rejonie wsi Cześniki nierozstrzygniętą, ciężką walkę z oddziałami niemieckiego VII Korpusu – bitwa pod Krasnobrodem 24–25 września. W kolejnych dniach brała udział w drugiej bitwie pod Tomaszowem Lubelskim i skapitulowała wraz z innymi jednostkami 26 września, we wsi Szopowe na Lubelszczyźnie. Niektóre jej oddziały walczyły jeszcze do dnia następnego.

## Planowana organizacja wojenna dywizji
Kwatera Główna 39 DP
- dowództwo i sztab 39 DP
- dowódcy broni 39 DP
- szefowie służb 39 DP
- komendant Kwatery Głównej 39 DP
- kompania gospodarcza Kwatery Głównej 39 DP
- kompania asystencyjna nr ? - kpt. Stefan Gądzio
- sąd polowy nr
- poczta polowa nr

Piechota dywizyjna
- 93 pułk piechoty
- 94 pułk piechoty[a]
- 95 pułk piechoty
- samodzielna kompania km i broni towarzyszących nr 14 – kpt. Eugeniusz Ladenberger

Artyleria dywizyjna
- 51 pułk artylerii lekkiej
- samodzielny patrol meteo nr 51

Jednostki broni
- baon saperów II b nr 56
- szwadron kawalerii dywizyjnej
- kompania telefoniczna nr 50
- pluton łączności Kwatery Głównej nr 50
- pluton radio nr 50
- drużyna parkowa łączności nr 50
- pluton pieszy żandarmerii nr 50

Jednostki i zakłady służb
- kompania sanitarna nr 33 (231)[b]
- szpital polowy nr 231
- polowa kolumna dezynfekcyjno-kąpielowa nr 231
- polowa pracownia bakteriologiczno-chemiczna nr 231
- polowa pracownia dentystyczna nr 231
- dowództwo grupy marszowej służb typ II nr
- dowództwo grupy marszowej służb typ II nr
- kolumna taborowa parokonna nr
- kolumna taborowa parokonna nr
- kolumna taborowa parokonna nr
- kolumna taborowa parokonna nr
- kolumna taborowa parokonna nr
- kolumna taborowa parokonna nr
- kolumna taborowa parokonna nr
- kolumna taborowa parokonna nr
- warsztat taborowy (parokonny) nr
- pluton taborowy nr
- pluton parkowy uzbrojenia nr
- park intendentury nr 231

### Rzeczywisty skład bojowy 39 DP rez.
- 9 pułk piechoty Legionów (bez I batalionu, z III batalionem 8 pułku piechoty Leg. i z II batalionem 93 pp rez.)
- 94 pułk piechoty improwizowany
- 95 pułk piechoty
- samodzielna kompania km i broni towarzyszących nr 14
- samodzielna kompania kolarzy nr 15
- 51 pułk artylerii lekkiej (bez III dywizjonu, z III dywizjonem 61 pułku artylerii lekkiej)
- II dywizjon 3 pułku artylerii lekkiej Leg., III dywizjon 3 pal Leg. 3 dywizjon artylerii ciężkiej
- 81 dywizjon artylerii Lekkiej
- 2 bateria motorowa artylerii przeciwlotniczej
- 3 batalion saperów
- 3 kompania łączności[8][9]

## Obsada personalna kwatery głównej
Obsada personalna kwatery głównej we wrześniu 1939 roku
- dowódca dywizji – gen. bryg. Bruno Olbrycht
- dowódca piechoty dywizyjnej – płk dypl. piech. Bronisław Duch
- oficer sztabu – mjr dypl. Tadeusz Maria Paciorkowski
- oficer sztabu – kpt. Stanisław Michał Stankiewicz
- dowódca artylerii dywizyjnej – płk art. mgr Jan Antoni Filipowicz
- oficer sztabu – kpt. Tadeusz Krzyszkowski
- oficer sztabu – kpt. Eugeniusz Tomaszewicz
- oficer sztabu – kpt. Kazimierz Polak
- oficer sztabu – kpt. Tadeusz Szymański
- dowódca saperów dywizyjnych – mjr Tadeusz Górecki
- dowódca kawalerii dywizyjnej –
- szef sztabu – ppłk dypl. Włodzimierz Wisłocki
- oficer operacyjny – mjr dypl. Bożesław Józef Nieciengiewicz
- oficer informacyjny – kpt. Tadeusz Jan Górecki
- dowódca łączności – ppłk łącz. Aleksander I Winiarski
- kwatermistrz – mjr dypl. Franciszek Kłosowski
- szef służby uzbrojenia – kpt. Kazimierz Zaleski
- szef służby intendentury – kpt. int. Józef Zieliński
- szef sanitarny – mjr lek. dr Józef Leonard Nowicki
- komendant kwatery głównej – mjr piech. st. sp. Franciszek Rodziewicz